# عزبة تلت
قرية عزبة تلت هي إحدى القرى التابعة لمركز الفشن في محافظة بني سويف في جمهورية مصر العربية. حسب إحصاءات سنة 2006، بلغ إجمالي السكان في عزبة تلت 4311 نسمة، منهم 2127 رجل و2184 امرأة.